# 拉法口岸
拉法边境口岸（阿拉伯语：معبر رفح，希伯来语：מַעֲבר רָפיחַ）或拉法口岸是埃及和加沙地带之间的唯一过境点。它位于加沙-埃及边境，1979年的埃以和約承认了拉法口岸的合法地位。最初拉法口岸的名稱為拉法陆路口岸。拉法边境口岸只允許人員過境。貨物過境則主要通過凯雷姆沙洛姆边境口岸。
2023年10月加以衝突期間，拉法口岸遭到以色列戰機轟炸。2023年10月10日，埃及无限期关闭拉法口岸。10月21日，拉法口岸短暫开放。有20辆满载援助物资的卡车经拉法口岸进入加沙地带后，拉法口岸再次关闭。2024年5月7日，以色列軍方表示，控制該口岸。